# إبسقلاوس

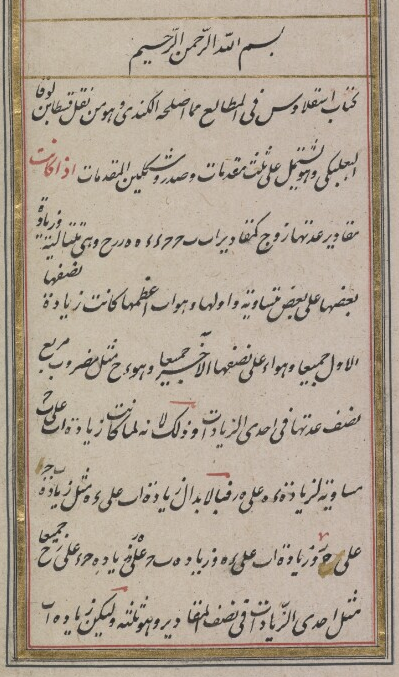
كتاب «المطالع» - نقل قسطا بن لوقا البعلبكي.

إبسقلاوس (نحو 190 - 120 ق.م) هو فلكي ورياضي إغريقي.
ذكر ابن النديم من تصانيفه:
- كتاب «الأجرام والأبعاد» - مقالة.
- كتاب «المطالع» وهو الطلوع والغروب - مقالة.
- أصلح من كتاب إقليدس المقالة الرابعة عشرة والخامسة عشرة.[2]